# オレオカンタール
オレオカンタール（英:Oleocanthal）は、エクストラ・ヴァージン・オリーブ・オイルから抽出された天然有機化合物である。オレオカンタールは、エクストラ・ヴァージン・オリーブ・オイルのかすかにピリリと刺激のある味の原因物質である。オレオカンタールは、チロソールエステルの一種であり、その化学構造はオリーブ・オイルから発見されたオレウロペインに類似している。
オレオカンタールは、抗炎症作用と抗酸化作用を有する物質として発見された。古典的な非ステロイド性抗炎症薬に似て、 シクロオキシゲナーゼ（COX）を非選択的に阻害する。なお、シクロオキシゲナーゼ（COX）は、炎症作用を有するプロスタグランジンをアラキドン酸から合成する酵素である。このことは、オリーブ・オイルからこの物質を長期間、少量摂取することが、地中海料理が心臓病の発生の予防に部分的に貢献しているかもしれないことを示唆している。
毎日50gのオリーブ・オイルの摂取は、イブプロフェンの成人の服用量の1/10の服用と同様の効果があると考えられている。